# Атенульф II (князь Беневентський)
Атенульф II (†940) — князь Капуанський і Беневентський (911—940) разом зі своїм братом Ландульфом I.
У 909 Ландульф побував у Константинополі, де отримав титули антипата і патриція. 2 липня 911 Ландульф підписав дружній договір з герцогом Неаполітанським Григорієм IV.
У 915 році відбулось об'єднання військ візантійців на чолі з новим стратегом з Барі Миколаєм Пічінглі та загонів італійських князів: Іоанна I і Доцибіла II Гаетанських, Григорія IV і Іоанна II Неаполітанських, Гваймара II Салернського. Об'єднане військо разом із силами папи Івана X і герцога Альберіка I Сполетського перемогли сарацинів у Битві біля Гарільяно. Атенульф II брав участь у цій битві.